# Деденцова Олена Григорівна
Олена Григорівна Деденцова (нар. 18 березня 1944, село Мірча, тепер Радомишльського району Житомирської області) — українська радянська діячка, регулювальниця радіоапаратури Київського виробничого об'єднання «Електронмаш» імені Леніна. Депутат Верховної Ради УРСР 11-го скликання.

## Біографія
Освіта середня спеціальна.
У 1961—1963 роках — робітниця Київського заводу «Укркабель».
З 1963 року — регулювальниця радіоапаратури Київського виробничого об'єднання «Електронмаш» імені Леніна.
Член КПРС з 1968 року.
Потім — на пенсії в місті Києві.

## Нагороди
- орден Дружби народів
- орден Трудової Слави ІІІ-го ст.
- медалі
- Відмінник приладобудування